# Marmosops noctivagus
Marmosops noctivagus is een zoogdier uit de familie van de Opossums (Didelphidae). De wetenschappelijke naam van de soort werd voor het eerst geldig gepubliceerd door Johann Jakob von Tschudi in 1844.

## Voorkomen
De soort komt voor in het Amazone-gebied van Ecuador, Peru, Bolivia en Brazilië.